# Der starke Ferdinand
Der starke Ferdinand ist eine 1975 entstandene, deutsche Filmsatire von Alexander Kluge mit Heinz Schubert in der Titelrolle eines übereifrigen Werkschutzangestellten, wild gewordenen Kontrollfreaks und Spießers.

## Handlung
Im Mittelpunkt des Films steht Ferdinand Rieche, ein energetischer, kleiner Mann mit großen Zielen und unerschütterlicher Verve bei der Durchsetzung selbiger. Rieche ist als Beamter bei der Kriminalpolizei angestellt, glaubt sich dort aber nicht richtig anerkannt und fühlt sich in diesem Beruf überhaupt nicht gefordert, zumal man ihm in seinem Eifer zuletzt „amtsüberschreitende Methoden“ vorgeworfen hat und man ihn gern loswerden möchte. Rieche sucht daraufhin ein neues Betätigungsfeld, in dem er sich mit seinem Ordnungsdrang und seinen fast fanatischen Vorstellungen von Sicherheit, Recht und Ordnung, die er mit unbarmherzig-deutschem Eifer durchzusetzen anstrebt, ausleben und seinem Wesen entsprechend verwirklichen kann. Da erhält er eines Tages die Möglichkeit, als neuer Werkschutzbeauftragter für die Sicherheit einer großen Fabrik zu sorgen. In seinem neuen Wirkungsfeld geht Rieche völlig auf und übertreibt es prompt in seinem Drang zur Perfektion, sodass seine eigens ausgearbeiteten „Sicherheits- und Schutzmaßnahmen“ für die Sicherheit des Betriebs weit risikobehafteter sind, als es je eine äußere Bedrohung für die Firma sein könnte. Rieche observiert und denunziert, wird bald de facto zu einem Ein-Mann-Stasi-System auf dem kleinstmöglichen Areal. Er studiert politisch linke Literatur, weil er auch dort seine Gegner vermutet, und wartet voller Hoffen auf die Stunde seiner Bewährung und der seines allumfassenden Überwachungssystems.
Die kommt eines Tages in Gestalt der harmlosen, kleinen Kantinenangestellten Gertie Kahlmann, die aus dem Betrieb Lebensmittel entwendet, um das Geld für ein eigenes Taxi zusammenzusparen. Jetzt endlich kann Rieche ein Exempel statuieren, und der „starke Ferdinand“ bringt eine Maßlosigkeit sondergleichen an den Tag, die er mit heiligem Ernst und Eifer auslebt. Er stellt die junge, hübsche Frau auf frischer Tat und setzt sie fortan unter Druck, ihm sexuell zu Diensten zu sein. Ordnung muss sein, findet Ferdinand, und so hält der wild gewordene Knecht seiner eigenen Ideale die Diebin erst einmal dazu an, ihre ebenso banale wie minimale „Beute“ wieder an Ort und Stelle zurückzubringen. Aus dieser eigentlich unappetitlichen und zwanghaften Grundkonstellation entwickelt sich wider Erwarten eine zwar bisweilen unbeholfen daherkommende, aber durchaus auch zärtliche Beziehung zweier im Grunde ihres Herzens vereinsamten Menschen, die auf diese Weise aber doch peu à peu zusammenfinden. Doch haben diese zarte Bande angesichts des Kontrollwahns Rieches letzten Endes keine Zukunft. Schließlich überspannt Ferdinand Rieche den Bogen: Nach einer Explosion im Werk prescht er unnachgiebig vor und macht die ganze Firma zum Exerzierplatz seiner fanatischen Vorstellungen: er lässt mit Hilfe des Saalschutzes einer rechtsradikalen Partei paramilitärische Manöver veranstalten, legt einen Brand, raubt und bricht ein – natürlich alles nur als Generalprobe, um für den Fall X, den jüngsten Tag gewappnet zu sein. Er blockiert in der Fabrik sogar einmal die Produktion und setzt am Ende auch noch den eigenen Firmenchef fest, weil dieser die Fusion des Unternehmens betreibt.

## Produktionsnotizen
Der starke Ferdinand wurde am 27. April 1976 in Bonn uraufgeführt.
Bernd Eichinger übernahm die Produktionsleitung, die Ausstattung besorgte Winfried Hennig, Martin Schäfer assistierte Chefkameramann Thomas Mauch.

## Kritiken
Der Spiegel urteilte: Kluge „hat mit dem ‚Starken Ferdinand‘ das Kunststück fertiggebracht, daß man am höchsten schätzt, was man nicht sieht. Daß man dem Film also dauernd zu seinen Skrupeln gratulieren möchte, zu dem, worauf er verzichtet -- aber über das ‚anstatt‘ nicht so recht froh werden mag. Vom Thema her nämlich ist der ‚Starke Ferdinand‘ wie dazu geschaffen, in die Reihe deutscher Spießersatiren, Marke Sternheim oder ‚Untertan‘ zu fallen. […] Nicht die Wirklichkeit verrät sich im Film, sondern sie wird für eine Idee zurechtgebastelt. Kluge und Heinz Schubert, der vom Ekel Alfred her für die Rolle ebenso prädestiniert wie gefährdet war, vermeiden jede volkstheaterhafte Anbiederei.“
In der Zeit war zu lesen: „Vielleicht ist das die innovativste und auch faszinierendste Qualität von Kluges Methode, nach der ein Film erst im Kopf des Zuschauers entsteht: daß sie Reales fiktiv werden läßt und Erfundenes zum Konzentrat von Realität macht. […] Genau das aber funktioniert nicht in dem neuen Film. […] So verharrt ‚Der starke Ferdinand‘ unentschieden in der Geste eines lapidar-demonstrativen Lehrstücks. […] Heinz Schubert … spielt den Riedle als eine durchaus widersprüchliche Figur, sympathisch in seiner aufsässigen Konsequenz, verwirrend durch die krummen Dinger, die er sich selber herausnimmt.“
Das Lexikon des internationalen Films  fasste zusammen: „Filmsatire, in der Alexander Kluge erstmals seine Methode der essayistischen Collage mit konventionellen Formen des Erzählkinos verbindet. Scharfsinnig und witzig, voller Kapriolen und Slapstick-Amusement, streckenweise ein wenig langatmig.“